# 七博士意見書
七博士意見書（しちはくしいけんしょ）とは、日露戦争開戦直前の1903年（明治36年）6月10日付で当時の内閣総理大臣桂太郎・外務大臣小村壽太郎らに提出された意見書。

## 経緯
東京帝国大学教授戸水寛人、富井政章、小野塚喜平次、高橋作衛、金井延、寺尾亨、学習院教授中村進午の7人によって書かれた。6月11日に東京日日新聞に一部が掲載され、6月24日には東京朝日新聞4面に全文掲載された。内容は桂内閣の外交を軟弱であると糾弾して「満州、朝鮮を失えば日本の防御が危うくなる」とし、ロシアの満州からの完全撤退を唱え、対露武力強硬路線の選択を迫ったものであった。
この意見書は主戦論が主流の世論に沿ったもので、反響も大きかったが、伊藤博文は「我々は諸先生の卓見ではなく、大砲の数と相談しているのだ」と冷淡だったという。
なお、戸水は日露戦争末期に賠償金30億円と樺太・沿海州・カムチャッカ半島割譲を講和条件とするように主張したため、文部大臣久保田譲は1905年（明治38年）8月に文官分限令を適用して休職処分とした。ところが、戸水は金井・寺尾と連名でポーツマス条約に反対する上奏文を宮内省に対して提出したため、久保田は東京帝国大学総長の山川健次郎を依願免職の形で事実上更迭した。これを受けて、東京帝国大学・京都帝国大学の教授は大学の自治と学問の自由への侵害として総辞職を宣言した。このため、翌年1月に戸水の復帰が認められた（｢戸水事件｣）。